# بخش بیو
بخش بیو (به فرانسوی: Arrondissement de Bayeux) یک بخش در فرانسه است که در کالوادوس واقع شده‌است.